# بيدير كروغ
بيدير كروغ (بالنرويجية البوكمول: Peder Krog)‏ هو قسيس نرويجي، ولد في 8 أبريل 1654 في آرهوس في الدنمارك، وتوفي في 24 مايو 1731.